# Сераковский, Зыгмунт
Зы́гмунт Серако́вский (пол. Zygmunt Sierakowski), на русский лад Сигизмунд Игнатьевич Сераковский (18 [30] мая 1826, Лисовое Луцкого уезда Волынской губернии — 15 [27] июня 1863, Вильно) — польский патриот демократических взглядов, капитан русского Генерального штаба, участник восстания 1863—1864 годов. Член-сотрудник Русского географического общества с 28 марта (9 апреля) 1860 года.

## Биография
Выходец из рода Сераковских, герба Долэнга.
Представитель мелкой волынской шляхты, родился в имении на территории современной Волынской области. Учился в житомирской гимназии (которую окончил с отличием в 1845) и в Санкт-Петербургском университете, где возглавил революционную организацию Союз литовской молодёжи. В 1848 году был арестован и отправлен рядовым в Отдельный Оренбургский корпус, где познакомился с Т. Г. Шевченко, Б. Залесским и другими военнослужащими линейных частей. В марте 1856 года произведён в прапорщики и направлен в 7-й батальон Брестского пехотного полка.
В 1856 году возвратился в Санкт-Петербург, поступил в военную академию, которую блестяще окончил. Служил в департаменте Генерального штаба военного министерства, достигнув чина капитана. Занимался военно-уголовной статистикой. В 1858 году был послан за границу для исследования и обозрения тюрем в Западной Европе. За границей познакомился с Гарибальди, деятелями польской эмиграции, а также с сочинениями Прудона, которые произвели на него большое впечатление. Сотрудничал в журналах «Колокол» и «Современник». Как вспоминал Герцен, в разговорах с ним Сераковский
с любовью останавливался на мечте о независимой Польше и дружественной с ней вольной России.
В 1859—1860 годах в Санкт-Петербурге под руководством Сераковского организован тайный кружок из офицеров-поляков, служивших в Генеральном штабе. В июне 1860 года вместе с И. В. Вернадским принимал участие в работе 4-го Международного статистического конгресса в Лондоне. Осенью 1862 года выполнял разведмиссию в Алжире.
В конце марта 1863 года, после начала Польского восстания 1863—1864 годов, взял на службе отпуск за границу на 2 недели и выехал из Санкт-Петербурга в Северо-Западный край России, где стал одним из руководителей восстания. Провозгласил себя воеводой Литовским и Ковенским под именем Доленго. В короткое время собрал крупный отряд из 5 тысяч человек. 25 — 26 апреля у Медейки отряд Сераковского в бою был разбит правительственными войсками. Сам Сераковский был ранен пулей в грудь навылет и захвачен в плен.
Повешен в 15 (27) июня 1863 года в Вильне на Лукишской площади.
Во время раскопок на Замковой горе в Вильнюсе в 2017 году были найдены могилы с телами семи казненных, в том числе и вероятные останки Сераковского (на пальце золотое кольцо с надписью по-польски «Зигмунт и Аполлония, 11 августа / 30 июля 1862»).
Его вдова Аполлония Доминиковна (1838 — 02.01.1919), сестра Титуса Далевского, после подавления восстания была выслана в Новгород; позже обосновалась в Варшаве. Оставила воспоминания о муже (изданы в 2010 году). Покоится в семейном склепе на кладбище в Повонзках.

## Память о Сераковском

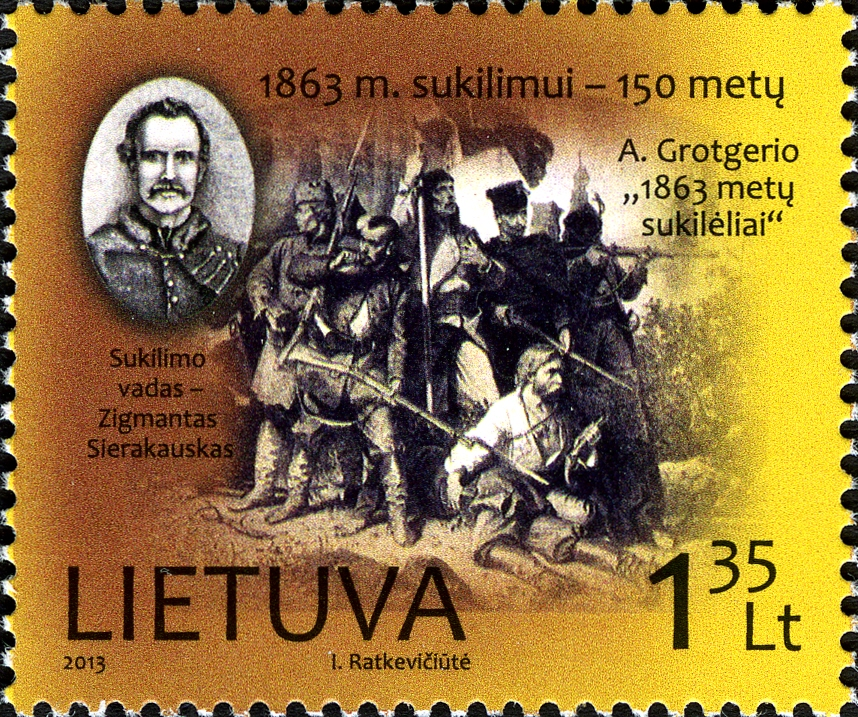
Сераковский на почтовой марке Литвы, 2013

- Сераковский был дружен с Н. Г. Чернышевским, который вывел его в романе «Пролог пролога» под именем Соколовского.
- На месте казней Калиновского и Сераковского в Вильнюсе установлена памятная плита.
- 26 июля 2017 г. было сообщено, что на горе Гедимина, возможно, найдены останки Сераковского[5]
- 22 ноября 2019 года останки 20 повстанцев, найденные в 2017 году на горе Гедимина, были торжественно перезахоронены на кладбище Расу в специально отреставрированной часовне. На перезахоронении присутствовали президенты Литвы и Польши, правительственные делегации Беларуси и Украины, тысячи белорусов, сотни литовцев и поляков.